# Littlest Pet Shop: A World of Our Own
Littlest Pet Shop: A World of Our Own is een Ierse-Amerikaanse animatieserie gebaseerd op de Amerikaanse speelgoedfranchise Littlest Pet Shop. De serie startte in de Verenigde Staten op 14 april 2018 op Discovery Family.
In Nederland de Nederlandse nasynchronisatie wordt uitgezonden door op 23 juni 2018 op RTL Telekids.

## Verhaal
Littlest Pet Shop: A World of Our Own is ongeveer zes huisdieren; de hond Roxie, kat Jade, hamster Trip, geitje Quincy, parkiet Edie en schildpad Bev. De groep doorkruist een magisch portaal om Paw-Tucket te bezoeken, waar de vrienden plezier hebben.

## Personages en stemmen

### Hoofdpersonages
| Personage       | Nederlandstalige versie | Engelstalige versie |
| --------------- | ----------------------- | ------------------- |
| Roxie McTerrier | Michelle Smit           | Diana Kaarina       |
| Jade Catkin     |                         | Ingrid Nilson       |
| Trip Hamston    |                         | Travis Turner       |
| Quincy Goatee   |                         | Kyle Rideout        |
| Edie Von Keet   |                         | Lili Beaudoin       |
| Bev Gilturtle   |                         | Rhona Rees          |

### Terugkerende gastpersonages
| Personage          | Nederlandstalige versie | Engelstalige versie |
| ------------------ | ----------------------- | ------------------- |
| Savannah Cheetaby  |                         | Bethany Brown       |
| Petula Woolwright  | Anneke Beukman          | Diana Kaarina       |
| Sweetie Pom Pom    |                         | Brittney Wilson     |
| Gavin Chamelle     |                         | Alessandro Juliani  |
| Mitchell Snailford |                         | Ian Hanlin          |
| Mister Yut         |                         | Vincent Tong        |
| Scoot Racoonerson  |                         | Vincent Tong        |
| Austin Goldenpup   |                         | Vincent Tong        |

## Afleveringen
| Nr. | Titel                              | Regie             | Script                     | Datum         | Nederlandse datum |
| --- | ---------------------------------- | ----------------- | -------------------------- | ------------- | ----------------- |
| 1   | A Pet's Best Friend Is...          | Gillian Comerford | Tim Maile en Douglas Tuber | 14 april 2018 | 23 juni 2018      |
|     |                                    |                   |                            |               |                   |
| 2   | Pet, Peeved                        | Gillian Comerford | Tim Maile en Douglas Tuber | 14 april 2018 | 24 juni 2018      |
|     |                                    |                   |                            |               |                   |
| 3   | The Wheel Deal                     | Gillian Comerford | Char Easton en Maggie Perr | 14 april 2018 | 30 juni 2018      |
|     |                                    |                   |                            |               |                   |
| 4   | In the Steal of the Night          | Gillian Comerford | Professor Rich             | 14 april 2018 | 1 juli 2018       |
|     |                                    |                   |                            |               |                   |
| 5   | Pitch Im-Purr-Fect                 | Gillian Comerford | Nina Bargiel               | 21 april 2018 | 7 juli 2018       |
|     |                                    |                   |                            |               |                   |
| 6   | The Big Sleep-Over                 | Gillian Comerford | Kelly D'Angelo             | 21 april 2018 | 8 juli 2018       |
|     |                                    |                   |                            |               |                   |
| 7   | Let It Go (Not the Hit Song)       | Gillian Comerford | Rachelle Romberg           | 28 april 2018 | 14 juli 2018      |
|     |                                    |                   |                            |               |                   |
| 8   | The Fast and Fur-ious              | Gillian Comerford | Ralph Greene               | 28 april 2018 | 15 juli 2018      |
|     |                                    |                   |                            |               |                   |
| 9   | Slow Your Beau                     | Gillian Comerford | Dave Polsky                | 5 mei 2018    | 21 juli 2018      |
|     |                                    |                   |                            |               |                   |
| 10  | A Brave New Quincy                 | Gillian Comerford | Jordana Arkin              | 5 mei 2018    | 22 juli 2018      |
|     |                                    |                   |                            |               |                   |
| 11  | All Decked Out                     | Gillian Comerford | Douglas Tuber en Tim Maile | 12 mei 2018   | 28 juli 2018      |
|     |                                    |                   |                            |               |                   |
| 12  | Bev on the Edge                    | Gillian Comerford | Whitney Ralls              | 12 mei 2018   | 29 juli 2018      |
|     |                                    |                   |                            |               |                   |
| 13  | The Call of the Mild               | Gillian Comerford | Rick Williams              | 19 mei 2018   | 4 augustus 2018   |
|     |                                    |                   |                            |               |                   |
| 14  | Four Left Feet                     | Gillian Comerford | Heather Nuhfer             | 19 mei 2018   | 1 september 2018  |
|     |                                    |                   |                            |               |                   |
| 15  | Copycats, Copy-Dogs & Copy-Iguanas | Gillian Comerford | Kara Lee Burk              | 26 mei 2018   | 2 september 2018  |
|     |                                    |                   |                            |               |                   |
| 16  | The Imitation Game                 | Gillian Comerford | Steve Aranguren            | 26 mei 2018   | 8 september 2018  |
|     |                                    |                   |                            |               |                   |
| 17  | The Purr-fect Storm                | Gillian Comerford | Kate Leth                  | 2 juni 2018   | 9 september 2018  |
|     |                                    |                   |                            |               |                   |
| 18  | Spooky Tails                       | Gillian Comerford | Douglas Tuber en Tim Maile | 9 juni 2018   | 15 september 2018 |
|     |                                    |                   |                            |               |                   |
| 19  | Crystal Fever                      | Gillian Comerford | Julia Prescott             | 2 juni 2018   | 16 september 2018 |
|     |                                    |                   |                            |               |                   |
| 20  | So Trip Thinks He Can Dance        | Gillian Comerford | Jenna Martin               | 9 juni 2018   | 22 september 2018 |
|     |                                    |                   |                            |               |                   |
| 21  | Fine, Feathered Fortune Teller     | Gillian Comerford | Professor Rich             | 16 juni 2018  | 23 september 2018 |
|     |                                    |                   |                            |               |                   |
| 22  | Scrappers Keepers                  | Gillian Comerford | Kelly D'Angelo             | 16 juni 2018  | 29 september 2018 |
|     |                                    |                   |                            |               |                   |
| 23  | Bev Rolls with It                  | Gillian Comerford | Rachelle Romberg           | 23 juni 2018  | 30 september 2018 |
|     |                                    |                   |                            |               |                   |
| 24  | CEO Trip                           | Gillian Comerford | Ralph Greene               | 23 juni 2018  | 6 oktober 2018    |
|     |                                    |                   |                            |               |                   |
| 25  | The Incredible Roman and Ray       | Gillian Comerford | Char Easton en Maggie Parr | 30 juni 2018  | 7 oktober 2018    |
|     |                                    |                   |                            |               |                   |
| 26  | Paw It Forward                     | Gillian Comerford | Jordana Arkin              | 30 juni 2018  | 13 oktober 2018   |
|     |                                    |                   |                            |               |                   |